# 馬夔陛
馬夔陛為清代官員，山東人。附貢出身。馬夔陛於1805年（嘉慶10年）奉旨接替慶保，於台灣擔任台灣府知府。而此官職是台灣清治時期此期間，受台灣道制約的台灣地方官。